# 陈挹芬
陈挹芬（1911年—1983年7月30日），河北省辛集市双柳树村人。1930年师范毕业于河北冀县师范学校。在束鹿（今河北省辛集市）、衡水、宁晋等地任教和担任校长期间，积极宣传教育救国，是当时的束鹿三才子之一。在陈挹芬之外，另外的两位分别是佃士营村的冯大羊（冯骥，即后来成为著名作家的方纪），和孟家庄村的张永年（张松如，即后来成为著名诗人的公木）。
1937年七七事变后，陈挹芬投奔吕正操领导的抗日武装“人民自卫军”，受命在束鹿县成功收编本地游击武装“五县联庄会”为“民众抗日自卫军”。次年4月加入中国共产党，并于1939年当选为束鹿县抗日民主县长。1940年，根据抗日需要，束鹿县划分为束北县和束冀县，陈被任命为束冀县长。1942年初，调任中共专署教育科长。1943年7月再次担任束冀县长。
在任县长和教育科长期间，陈挹芬着手创办游击高小，组织编写抗日教材，培养抗日干部，坚持爱国教育。
1945年8月7日，晋察冀边区第六中学（今河北辛集中学）成立。陈挹芬1946年至1964年任校长，是这所名校的创始人。
陈挹芬为河北辛集中学的发展作出了卓越贡献。他注重师资选拔培养，用人不拘一格；提倡因材施教，培养学生广泛的兴趣爱好，鼓励全面发展。在其任职期间，学校高考升学率一直保持在90%以上，大部分学生升入重点院校。1960年升学率达到100%，使辛集中学成为一所驰名省内外的名牌中学。
“文化大革命”开始后，陈挹芬遭受迫害，河北辛集中学也被解散。
1978年，河北辛集中学被国家教育部确定为全国首批办好二十所重点中小学之一，开始恢复招生。陈挹芬回校任名誉校长，使河北辛集中学各方面得到迅速恢复和发展。
陈挹芬1983年7月30日病逝。1985年10月河北辛集中学特立"陈挹芬同志纪念碑"，碑名由著名书画家黄绮书写，以褒扬其功绩并示纪念。2005年“辛中校友总会”决定在陈挹芬校长纪念碑的基础上修建陈挹芬校长纪念亭，纪念亭2005年10月14日竣工。